# Глен Джонсон (боксер)
Глендоф Донован Джонсон (англ. Glengoffe Donovan Johnson; 2 січня 1969, Кларендон) — ямайський професійний боксер, чемпіон світу за версіями IBF (2004) і IBO (2004—2005) у напівважкій вазі.

## Професіональна кар'єра
Перебравшись до США у віці 15 років, Глен Джонсон дебютував на профірингу 1993 року. Впродовж 1993—1997 років здобув 32 перемоги поспіль і 20 липня 1997 року вийшов на бій проти чемпіона світу за версією IBF у середній вазі Бернарда Гопкінса (США). Він програв чемпіону технічним нокаутом в одинадцятому раунді, після чого зазнав ще двох поразок від не найсильніших суперників.
Здобувши 1999 року чотири перемоги поспіль, 27 листопада 1999 року Джонсон вийшов на бій проти чемпіона світу за версією IBF у другій середній вазі Свена Оттке (Німеччина) і програв одностайним рішенням, після чого в наступних боях  зазнав ще трьох поразок від Сіда Вандерпула (Канада), Сільвіо Бранко (Італія) і Омара Шейка (США).
18 травня 2003 року Глен Джонсон завоював вакантний титул USBA у напівважкій вазі, що дало йому право 7 листопада 2003 року вийти на бій за вакантний титул чемпіона світу за версією IBF у напівважкій вазі проти Клінтона Вудса (Велика Британія). Поєдинок завершився нічиєю, і 6 лютого 2004 року суперники зустрілися вдруге. Джонсон завоював чемпіонський титул, здобувши перемогу одностайним рішенням.
Його наступний бій відбувся 25 вересня 2004 року проти колишнього абсолютного чемпіона в напівважкій вазі Роя Джонса, який вийшов на бій після поразки від Антоніо Тарвера на початку того ж року. Джонсон, діючи агресивно і викидаючи більше ударів, домінував над Джонсом протягом більшої частини бою, який завершився на 48-й секунді дев'ятого раунду. Джонсон поєднав потужний прямий удар правою з коротким лівим хуком, який відкинув Джонса на полотно рингу. Джонс продовжував лежати на спині майже 15 хвилин, перш ніж нарешті вийти з рингу за допомогою своїх тренерів. Журнал «Ринг» визнав результат поєдинку Джонсон — Джонс апсетом 2004 року.
У листопаді 2004 року Джонсон відмовився від бою з обов'язковим претендентом на титул чемпіона IBF і був позбавлений титулу, а 18 грудня 2004 року вийшов на бій проти чемпіона світу за версіями IBO і журналу «Ринг» у напівважкій вазі Антоніо Тарвера. Ямаєць здобув перемогу розділеним рішенням і став переможцем в категорії боксер 2004 року за версією журналу «Ринг». 18 червня 2005 року відбувся реванш, і американець повернув собі титули, здобувши перемогу одностайним рішенням.
24 лютого 2006 року Джонсон переміг Річарда Голла (Ямайка) і завоював вакантний титул IBA, а 2 вересня 2006 року вийшов на бій проти чемпіона IBF Клінтона Вудса. Їх друга зустріч завершилася перемогою британця за очками.
12 квітня 2008 року здійснив спробу відібрати титул чемпіона світу за версією WBC у напівважкій вазі у Чеда Довсона (США), але зазнав поразки. 7 листопада 2009 року Джонсон вдруге зустрівся з Чедом Довсоном в бою за титул IBO і вакантний титул «тимчасового» чемпіона WBC у напівважкій вазі і знов програв одностайним рішенням.
В подальших боях Джонсон ще шість разів виходив на титульні поєдинки, але незмінно зазнавав поразок, завершивши кар'єру 2015 року.

## Таблиця боїв
| 54 Перемоги (37 нокаутом), 21 Поразка (2 нокаутом), 2 Нічиїх. |                        |        |         |                   |                                                            | |
| Результат                                                     | Противник              | Спосіб | Раунд   | Дата              | Місце проведення                                           | Примітки |
| 77 (54-21-2)                                                  | Авні Їлдирим (5-0)     | UD     | 10      | 15 серпня 2015    | Mana Wynwood Convention Center, Маямі                      | Бій за вакантний титул WBC Silver у напівважкій вазі.                                                       |
| 76 (54-20-2)                                                  | Ерік Скоглунд (21-0)   | UD     | 10      | 13 грудня 2014    | MusikTeatret Albertslund, Копенгаген                       | |
| 75 (54-19-2)                                                  | Ілунга Макабу (16-1)   | TKO    | 9 (12)  | 28 червня 2014    | Grand Hôtel, Кіншаса                                       | Бій за вакантний титул WBC International у першій важкій вазі                                               |
| 74 (54-18-2)                                                  | Хайме Веласкес         | TKO    | 4 (8)   | 21 лютого 2014    | Twin River Event Center, Лінкольн                          | |
| 73 (53-18-2)                                                  | Боббі Ганн (21-5-1-1)  | UD     | 8       | 18 грудня 2013    | Sands Casino Resort, Бетлегем                              | |
| 72 (52-18-2)                                                  | Хуніор Рамос           | TKO    | 2 (10)  | 19 квітня 2014    | Polideportivo San Martín de Porres, Ла-Романа              | |
| 71 (51-18-2)                                                  | Джордж Гровс (15-0)    | UD     | 12      | 15 грудня 2012    | ExCeL, Лондон                                              | Бій за титул чемпіона Співдружності у другій середній вазі.                                                 |
| 70 (51-17-2)                                                  | Анджей Фонфара (21-2)  | UD     | 10      | 13 липня 2012     | UIC Pavilion, Чикаго                                       | |
| 69 (51-16-2)                                                  | Лучіан Буте (29-0)     | UD     | 12      | 5 листопада 2011  | Colisée Pepsi, Квебек                                      | Бій за титул чемпіона світу за версією IBF у другій середній вазі.                                          |
| 68 (51-15-2)                                                  | Карл Фроч (27-1)       | MD     | 12      | 4 червня 2011     | Boardwalk Hall, Атлантик-Сіті                              | Бій за титул чемпіона світу за версією WBC у другій середній вазі.                                          |
| 67 (51-14-2)                                                  | Аллан Грін (29-2)      | TKO    | 8 (12)  | 6 листопада 2010  | MGM Grand, Лас-Вегас                                       | |
| 66 (50-14-2)                                                  | Тейворіс Клауд (20-0)  | UD     | 12      | 7 серпня 2010     | Scottrade Center, Сент-Луїс                                | Бій за титул чемпіона світу за версією IBF у напівважкій вазі.                                              |
| 65 (50-13-2)                                                  | Юсаф Мак (28-2-2)      | TKO    | 6 (12)  | 5 лютого 2010     | Don Taft University Center Arena, Fort Lauderdale, Флорида | |
| 64 (49-13-2)                                                  | Чед Довсон (28-0)      | UD     | 12      | 7 листопада 2009  | XL Center, Коннектікут                                     | Бій за титул чемпіона світу за версією IBO і вакантний титул «тимчасового» чемпіона WBC у напівважкій вазі. |
| 63 (49-12-2)                                                  | Деніел Джуда (23-3-3)  | UD     | 10      | 27 лютого 2009    | Hard Rock Live, Голлівуд                                   | |
| 62 (48-12-2)                                                  | Аарон Норвуд           | TKO    | 4 (10)  | 11 листопада 2008 | Hard Rock Live, Голлівуд                                   | |
| 61 (47-12-2)                                                  | Чед Довсон (26-0)      | UD     | 12      | 12 квітня 2008    | St. Pete Times Forum, Тампа                                | Бій за титул чемпіона світу за версією WBC у напівважкій вазі.                                              |
| 60 (47-11-2)                                                  | Х'юго Пінеда           | TKO    | 8 (10)  | 15 січня 2008     | Bally's Park Place, Атлантік-Сіті                          | |
| 59 (46-11-2)                                                  | Фред Мур (30-6)        | KO     | 5 (10)  | 27 липня 2007     | Sheraton Hotel, Маямі                                      | |
| 58 (45-11-2)                                                  | Монтелл Гріффін (48-6) | TKO    | 11 (12) | 16 травня 2007    | Hard Rock Live, Голлівуд                                   | |
| 57 (44-11-2)                                                  | Клінтон Вудс (39-3-1)  | SD     | 12      | 2 вересня 2006    | Bolton Arena, Болтон                                       | Бій за титул чемпіона світу за версією IBF у напівважкій вазі.                                              |
| 56 (44-10-2)                                                  | Річард Голл (27-5)     | UD     | 12      | 24 лютого 2006    | Hard Rock Live, Голлівуд                                   | Бій за вакантний титул чемпіона світу за версією IBA у напівважкій вазі.                                    |
| 55 (43-10-2)                                                  | Джордж Халід Джонс     | TKO    | 10 (12) | 30 вересня 2005   | Cache Creek Casino Resort, Брукс, Каліфорнія               | |
| 54 (42-10-2)                                                  | Антоніо Тарвер (22-3)  | UD     | 12      | 18 червня 2005    | FedExForum, Мемфіс                                         | Втратив титул чемпіона світу за версією IBO і журналу «Ринг» у напівважкій вазі.                            |
| 53 (42-9-2)                                                   | Антоніо Тарвер (22-2)  | SD     | 12      | 18 грудня 2004    | Стейплс-центр, Лос-Анджелес                                | Завоював титул чемпіона світу за версією IBO і журналу «Ринг» у напівважкій вазі.                           |
| 52 (41-9-2)                                                   | Рой Джонс (49-2)       | KO     | 9 (12)  | 25 вересня 2004   | FedExForum, Мемфіс                                         | Захистив титул чемпіона світу за версією IBF у напівважкій вазі.                                            |
| 51 (40-9-2)                                                   | Клінтон Вудс (35-2-1)  | UD     | 12      | 6 квітня 2004     | Ponds Forge, Шеффілд                                       | Бій за вакантний титул чемпіона світу за версією IBF у напівважкій вазі.                                    |
| 50 (39-9-2)                                                   | Клінтон Вудс (35-2)    | SD     | 12      | 7 листопада 2003  | Hillsborough Leisure Centre, Шеффілд                       | Бій за вакантний титул чемпіона світу за версією IBF у напівважкій вазі.                                    |